# تریکانا پوویرا

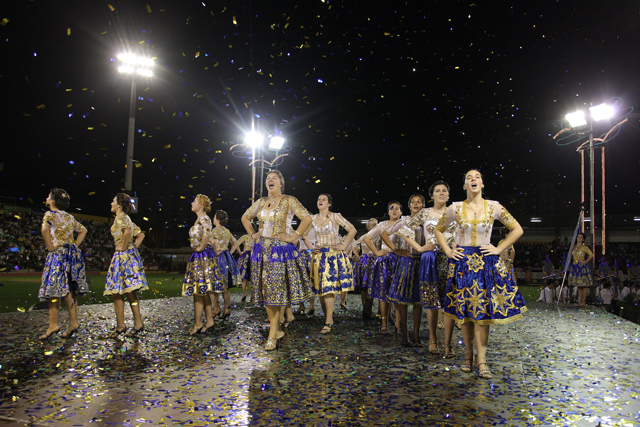
دختران تریکانا در جشنواره پطرس مقدس.

تریکانا پوویرا (Tricana poveira) سبکی سنتی از جامه‌های زنانه در شهر پووا دوارزیم پرتغال است.
این‌گونه جامه، متشکل از لباس‌های رنگارنگ، از دهه ۱۹۲۰ تا دهه ۱۹۶۰ مد روز و در این شهر رایج بود. زنانی که به سبک تریکانا پوویرا لباس می‌پوشیدند به عنوان دختران تریکانا معروف بودند.
در اوج روزگار رواج این لباس، دختران تریکانا به‌طور معمول یک شال، یک پیش‌بند، دامن، دستمال و دمپایی‌های براق پاشنه‌بلند می‌پوشیدند.
در آن زمان از آن‌ها به عنوان مظهر زیبایی منطقه پووا یاد می‌شد. خوزه آزودو، نویسنده پرتغالی، با اشاره به سبک راه رفتن و جامه پوشیدن دختران تریکانا، آن‌ها را «مردم عادی با رفتار سلطنتی» نامید.

## پیشینه
گرچه این نوع لباس از سنت ماهیگیران منطقه سرچشمه می‌گیرد اما دختران تریکانا اغلب فرزندان پیشه‌ورانی چون کفاشان و درودگران و غیره بودند و خودشان نیز بیشتر در حرفه خیاطی مشغول بودند.
این دختران خیاط دانش دوزندگی را که به ارث برده و از آن در حرفه خود استفاده می‌کردند به مرور به جامه‌های شخصی خود هم منتقل کرده و این سبک از لباس را وارد زندگی خود کردند. در این دوره محله بایرو دامارتیز (Bairro da Matriz) به عنوان مرکز دوخت تریکاناهای زیبا مشهور بود.
در همین حال، زنان شاغل در صنعت ماهیگیری، لباس‌های سنتی خود را می‌پوشیدند که اگرچه ظاهری مشابه با دختران تریکانا داشت اما به وضوح فقیرانه‌تر و با دامن‌های بلندتر ساخته شده از پارچه‌هایی با کیفیت پایین و در رنگ‌های تیره‌تر بود.
سیک تریکانا لباس اصلی در میان نوجوانان طبقه متوسط این شهر بود تا زمانی که در دهه ۱۹۷۰ لباس‌های آماده به سبک جدید به بازار آمد. هم‌اینک تریکانا پوویرا تنها در برنامه‌های گروه‌های فرهنگی شهر و در دسته‌های جشن و غیره پوشیده می‌شود. امروزه این لباس‌ها گران هستند ولی توجه به آن‌ها هم‌چنان قوی است و هرساله در جشن‌های پطرس مقدس که ۲۸ و ۲۹ ژوئن در این شهر برگزار می‌شود می‌توان دختران تریکاناپوش را دید.